# Ruggell
Ruggell, vanwege de geografie van het dorp (vlak) ook wel Fahrraddorf (Fietsdorp) genoemd, is een gemeente in het uiterste noorden van Liechtenstein. De gemeente heeft 2354 inwoners (2020), omvat 7.4 km² en ligt op 433 meter hoogte.

## Bezienswaardigheden
- Rooms-katholieke kerk St. Fridolin (1899)